# Dalkomhan geojinmal
Dalkomhan geojinmal (달콤한 거짓말?), noto anche con i titoli internazionali Lost and Found e Sweet Lies, è un film del 2008 scritto e diretto da Jung Jung-hwa.

## Trama
La giovane Han Ji-ho vive il giorno peggiore della sua vita: viene infatti licenziata, scippata e infine investita da una macchina. Quando però scopre che colui che l'ha investita è la stessa persona di cui da tanto tempo era innamorata, decide di fingere di avere perso la memoria e approfittare dell'occasione per conquistare l'uomo.